# ديك ويسون (ممثل)
ديك ويسون (بالإنجليزية: Dick Wesson)‏ هو كاتب سيناريو وممثل أمريكي، ولد في 19 نوفمبر 1922 ببوسطن في الولايات المتحدة، وتوفي في 25 أبريل 1996 في الولايات المتحدة.

## وصلات خارجية
- ديك ويسون على موقع IMDb (الإنجليزية)
- ديك ويسون على موقع إن إن دي بي (الإنجليزية)
- ديك ويسون على موقع قاعدة بيانات الفيلم (الإنجليزية)